# Transplante de coração-pulmão
Transplante de coração-pulmão é um procedimento cirúrgico no qual pulmões e coração são transplantados para outra pessoa.
A função básica da máquina é oxigenar o suprimento de sangue venoso do corpo e então bombeá-lo de volta ao sistema arterial.